# Alba Fucens
Koordinaten: 42° 4′ 48″ N, 13° 24′ 40″ O

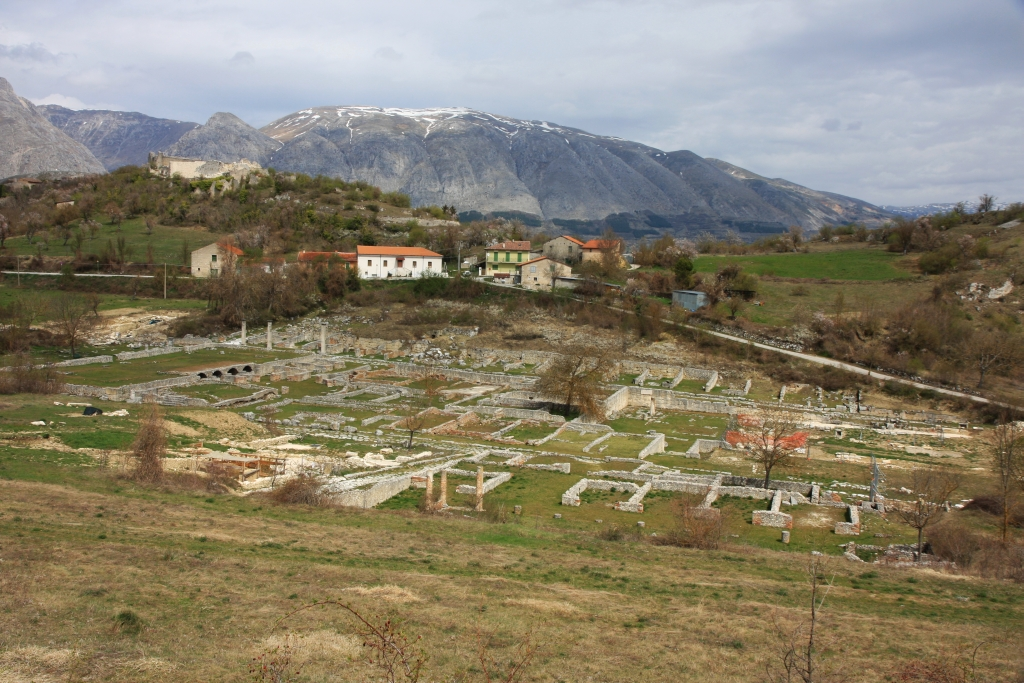
Ausgrabungen von Alba Fucens, auf der Hügelkuppe die Ruine der mittelalterlichen Orsini-Burg

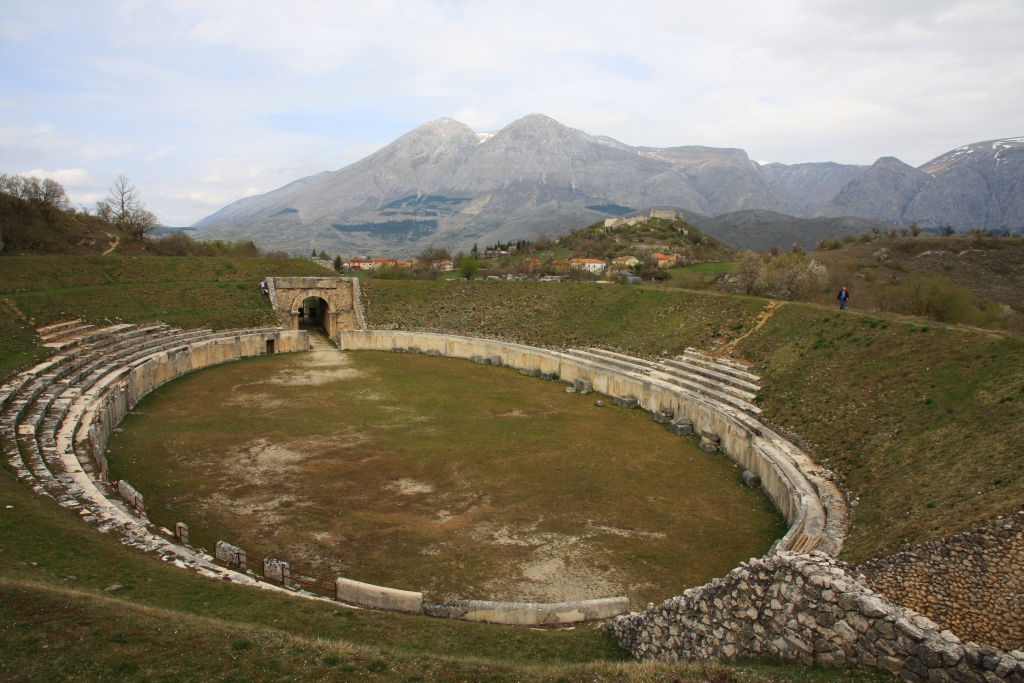
Reste des Amphitheaters von Alba Fucens

Alba Fucens war eine antike Stadt, die 105 km nordöstlich von Rom oberhalb des Fuciner See lag. Die Ausgrabungsstätte liegt in 1016 m Höhe über dem Meeresspiegel, am Fuße des Monte Velino, 6,4 km nördlich von Avezzano bei dem kleinen Dorf Albe, ein Ortsteil von Massa d’Albe in der Provinz L’Aquila.
Der lateinische Name leitet sich von der Lage des Ortes her, von der man den Sonnenaufgang (Alba) über dem Fuciner See betrachten konnte, bevor dieser 1876 trockengelegt wurde.

## Geschichte
Alba Fucens war ursprünglich eine Stadt der Aequer. Sie lag an der Grenze zum Territorium der Marser in einer strategisch wichtigen Position. Schon im Jahr 458 v. Chr., als Cincinnatus römischer Diktator war, wurde die Stadt von den Römern belagert, konnte jedoch nicht eingenommen werden.
303 v. Chr. wurde sie von den Römern unter Iunius Bubulcus unterworfen und in eine römische Kolonie umgewandelt. Sie lag auf einem Hügel an der Via Tiburtina Valeria, die vermutlich zu dieser Zeit von Tibur hierher verlängert wurde. Während des Zweiten Punischen Kriegs war Alba mit Rom verbündet, weigerte sich aber, wie andere Kolonien auch, Kontingente zu stellen und wurde dafür bestraft.
In der Folge wurde Alba zu einem Ort in den Staatsgefangene wie Syphax, König von Numidien, Perseus, König von Makedonien und Bituitus König der Arverner, gebracht wurden. Im Bundesgenossenkrieg wurde es von den Aufständischen attackiert, blieb aber auf Seiten Roms. In der Kaiserzeit erlebte die Stadt eine Blütezeit, wie man aus zahlreichen gefundenen Inschriften schließen kann. Die Stadt hatte vermutlich etwa 30.000 Einwohner. Noch 537 n. Chr. wurde die Stadt als Winterlager für byzantinische Soldaten genutzt. Im 9. und 10. Jahrhundert wurde Alba Fucens von den Sarazenen zerstört.

## Ausgrabungen
1949 wurde Alba Fucens von dem belgischen Archäologen Fernand De Visscher wiederentdeckt und das Stadtzentrum ausgegraben.
Am besten erhalten ist die fast drei Kilometer lange Stadtmauer aus polygonalem Mauerwerk mit drei Stadttoren.
Das Forum ist nur in der Südosthälfte ausgegraben, erweist sich allerdings als größer als jene von Ostia Antica oder Pompeji. Im Anschluss wurde unter Sulla eine Basilika errichtet. Es schließen die Thermen an und schließlich ein großes Herkules-Heiligtum. Die Statue des Herkules Epitrapezios wurde mit anderen Grabungsfunden ins Archäologische Museum in Chieti gebracht. Westlich befindet sich das Theater aus dem 1. Jahrhundert v. Chr. und etwas bergaufwärts das Amphitheater aus der Zeit von Kaiser Tiberius.

## Das mittelalterliche Albe
Nach der Zerstörung von Alba Fucens entstand oberhalb das mittelalterliche Dorf Albe. Der antike Apollotempel wurde in die frühchristliche Kirche San Pietro umgewandelt, die im 7. Jahrhundert in den Besitz von Montecassino kam. Nach der Beschädigung bei einem Erdbeben 1915 wurde die Kirche ab 1957 wiederhergestellt.
An Stelle der antiken Akropolis errichteten die Orsini eine Burg.

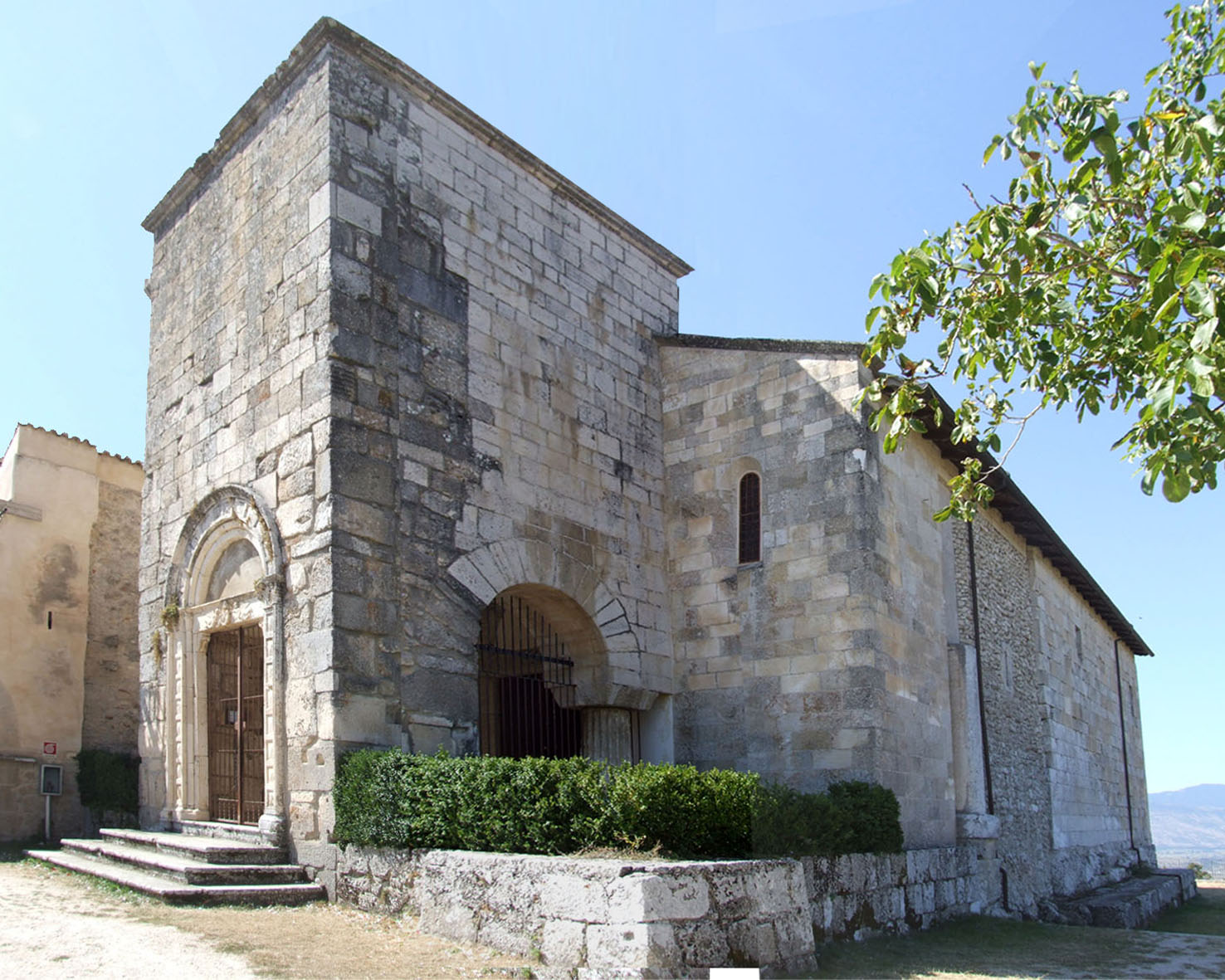
Kirche San Pietro
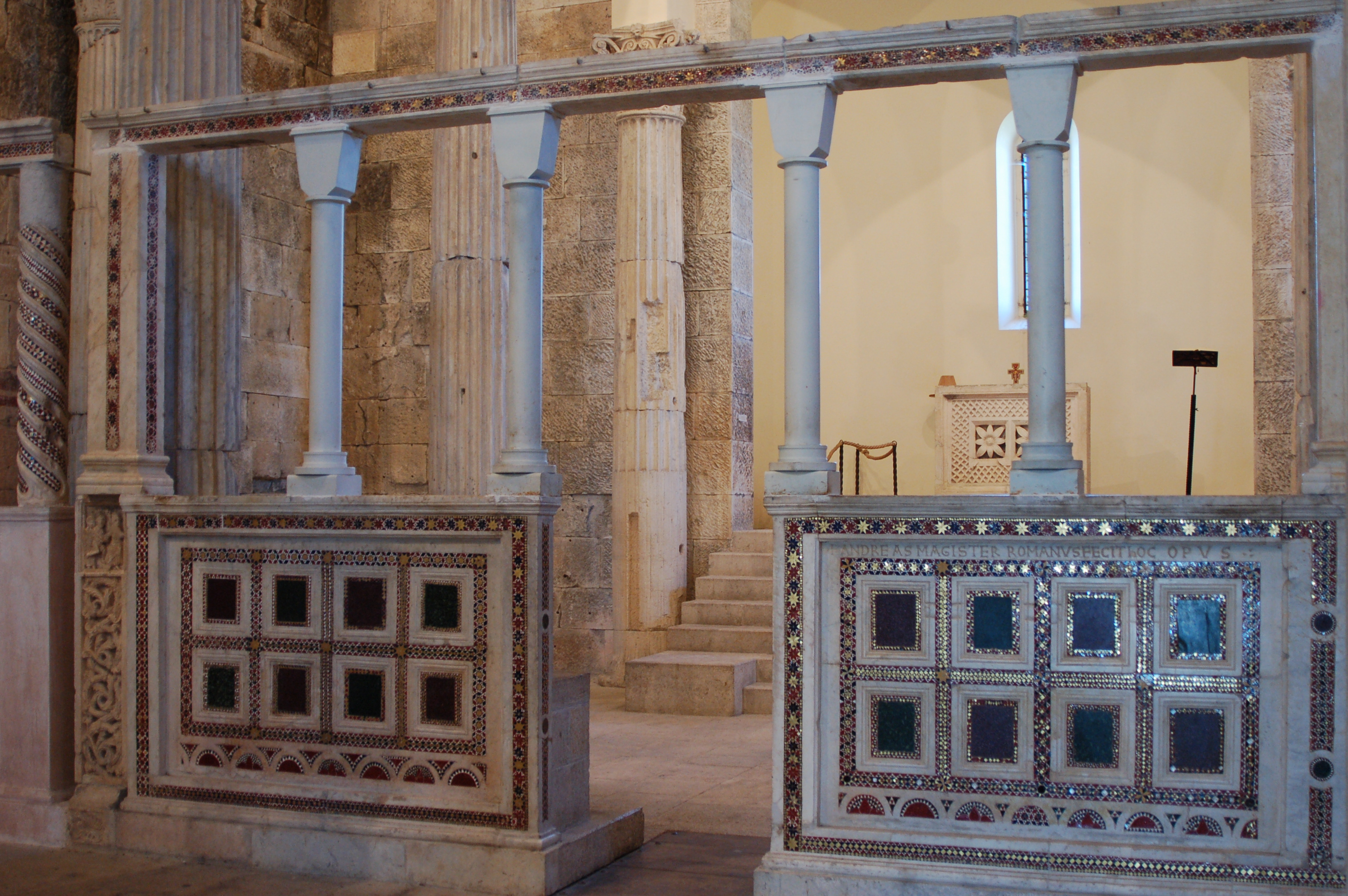
Chorschranke in San Pietro